# 2032년 하계 패럴림픽
2032년 하계 패럴림픽(영어: 2032 Summer Paralympics, XIX Paralympic Games)은 2032년 8월 24일부터 9월 5일까지 오스트레일리아 퀸즐랜드주 브리즈번에서 열릴 제19회 하계 패럴림픽이다.
2000년 시드니 하계 패럴림픽 이후 오스트레일리아에서 두 번째로 열리는 패럴림픽이며, 남반구에서 열리는 세 번째 패럴림픽이다.

## 개요
2021년 7월 21일, 일본 도쿄에서 열린 IOC총회에서 오스트레일리아의 브리즈번이 2032년 하계 올림픽과 패럴림픽의 개최 도시로 선정되었다.

## 참가국
개최국인 오스트레일리아 이외에는 아직 참가국이 확정되지 않았다.
- 오스트레일리아 (개최국)

## 메달 집계
| 순위 | 국가 | 금메달 | 은메달 | 동메달 | 합계 |
| ---- | ---- | ------ | ------ | ------ | ---- |

## 방송사
- 패럴림픽 - 올림픽 방송 서비스
  - 패럴림픽 유튜브 채널 (실시간 & 하이라이트)
- 일본 - NHK, 민방 (TV도쿄, TV아사히)
- 대한민국 - JTBC
  - 대한장애인체육회TV 보관됨 2022-09-03 - 웨이백 머신
- 중국 - 중국중앙텔레비전
- 영국 - 채널 4
- 미국 - NBC
- 스페인 - TVE
- 프랑스 - 프랑스 텔레비지옹
- 이탈리아 - 이탈리아 방송 협회
- 폴란드 - 폴란드 텔레비전
- 중동아시아 - BeIN Sports
- 오스트레일리아 - 세븐 네트워크
- 라틴 아메리카 - Claro Sports
- 사하라 이남 아프리카 - TV5Monde
- 남아공 - SABC
- 브라질 - 헤지 글로부
- 멕시코 - 텔레비사
- 칠레 - 텔레비시온 나시오날 데 칠레

## 같이 보기
- 2032년 하계 올림픽

| 하계 패럴림픽     |                                    |                  |
| 이전 대회         | 2032년 하계 패럴림픽 브리즈번 2032 | 다음 대회        |
| 로스앤젤레스 2028 | 2032년 하계 패럴림픽 브리즈번 2032 | 개최지 미정 2036 |